# メル・ブラント
メル・ブラント (Melvin Cornell Blount、1948年4月10日 - ）は、ジョージア州ヴィダリア出身のアメリカンフットボールの元選手である。NFLでコーナーバック（CB）として、1970年シーズンから1983年シーズンまで、スティーラーズ一筋で14年間プレーした。
名将チャック・ノールの下で構築され、強力ディフェンスラインが「スティールカーテン（鉄のカーテン）」と呼ばれたスティーラーズの強固なディフェンス陣の一人として、1970年代のピッツバーグ・スティーラーズの黄金時代（スーパーボウルを4回制覇）を支え、5回プロボウルに選出された。
ブラントは、史上最高のコーナーバックの1人と広く認識されており、1989年にNFL殿堂入りした。
引退後は、児童虐待に関する慈善活動を行っていた。

## メル・ブラント・ルール
ブラントはレシーバーへの強いボディコンタクトを武器とし、圧倒的にゲームを支配したため、1978年シーズンからスクリメージラインから5ヤード以降のボディコンタクトが厳格化された。このルールは「メル・ブラント・ルール」と呼ばれている。